# Ghiyath ad-Din Mas'ud
Massoud ou Mas'ud, fils du sultan seldjoukide Muhammad Ier, sultan Seldjoukide d'Irak (1131-1132 et 1133-1152). 
À l'âge de douze ans (1120-1121), il se révolte sans succès contre son frère ainé Mahmud II, qui lui pardonne. Il lui succède à sa mort en 1131 conjointement avec son autre frère Daoud, mais ils sont déposés tous les deux par leur oncle Ahmad Sanjar qui impose leur autre frère Toghrul II en 1132. En janvier 1133, Mas'ud se fait reconnaître sultan par les émirs et entre à Bagdad pour recevoir l'investiture du calife abbasside Al-Mustarchid, qui en en profite pour le sermonner lors de la cérémonie. Toghrul, reconnu par les provinces orientales, fait alors la guerre à Mas'ud mais est battu en mai. La même année Mas'ud aide en sous-main Zengi assiégé dans Mossoul par le calife, qui doit abandonner après trois mois.
Après la mort de Toghrul l'année suivante, Mas'ud règne seul sur l'Iran occidental, l'Azerbaïdjan et l'Irak avec le soutien de Sanjar, jusqu'en 1152. En 1135, le calife de Bagdad Al-Mustarchid conteste son autorité mais le 14 juin, il est vaincu et capturé par Mas'ud à Dâimarg entre Hamadan et Bagdad, puis assassiné deux mois plus tard par des Nizârites. Mas'ud impose son pouvoir en Irak à ses successeurs.
La fin du règne marque le début du déclin de l'empire seldjoukide. De nombreuses régions sont cédées à des émirs qui y perçoivent des iqtâs, ce qui réduit d'autant plus les revenus du sultanat, comme Eldiguz en Azerbaïdjan ou les Zengides à Mossoul. En 1147, Mas'ud vainc une coalition de ses émirs révoltés, et l'année suivante, une rébellion tente vainement de proclamer son neveu Malik Shah comme sultan à Bagdad, qui finalement fut désigné héritier. Mas'ud meurt à Hamadan le 13 septembre 1152. Son neveu Malik Shah III lui succède brièvement.

## Sources
- The Encyclopaedia of Islam, par Hamilton Alexander Rosskeen Gibb, Clifford Edmund Bosworth.